# Гомер, Давид
Давид Гомер (чеш. David Homer; род. 30 октября 1993) — чешский хоккеист, нападающий.

## Биография
Давид Гомер родился 30 октября 1993 года.
Занимался хоккеем с шайбой в чешском «Кладно».
Играл на позиции нападающего. На юношеском уровне играл за «Кладно» / «Ритиржей» и ПЗ из Кладно.
В сезоне-2013/14 играл в российской МХЛ-Б за кишинёвскую «Платину», провёл 5 матчей, но уже в конце сентября из-за низких результатов команды с ним расторгли контракт. В том же сезоне дебютировал во взрослом хоккее, сыграв в чешской второй лиге 14 поединков за «Мост».
В сезоне-2014/15 провёл 2 матча в чемпионате Белоруссии за «Брест».
В следующем году не выступал и возобновил карьеру в сезоне-2016/17, сыграв 6 матчей в ВХЛ-Б за самарский ЦСК ВВС. Кроме того, набрал 18 (11+7) очков в 21 матче за «Рёдовре» в датской второй лиге. В сезоне-2017/18 на том же уровне провёл 6 матчей за «Херлев-Рунгстед», набрав 3 (2+1) очка.
За следующие четыре сезона сыграл за «Тргачей» из Кадани 134 матча в чешской второй лиге, набрал 15 (6+9) очков. В сезоне-2021/22 был отдан в аренду «Драцам» из Билины, в составе которых провёл 3 матча в чешской третьей лиге.